# Alma de Dios (película de 1923)
Alma de Dios es una película musical española[cita requerida] del maestro José Serrano, basada en la comedia lírica homónima en prosa de Carlos Arniches y Enrique García Álvarez del año 1907. Dirigida por Manolo Noriega y estrenada en el año 1923, fue rodada en Asturias y Madrid. B/N.

## Argumento
Eloisa es una huérfana, prometida de Agustín, que la conoce cuando llega a Madrid huyendo de los malos tratos de su madrastra. Pasa por ser madre de un hijo ilegítimo, pero en realidad la madre es su prima Irene (con la cual vive, junto a su tía) casada con el Sr. Adrián. Su tía Marcelina intenta con esta mentira salvar a su hija Irene. Tras numerosos enredos familiares, se aclara la verdad y los novios pueden vivir juntos y en paz.

## Restauración
Las películas mudas se hacía con un soporte a base de nitrato de celulosa que no soporta el paso del tiempo. Para el comienzo del proceso para esta película que era calificada como perdida, lo primero era conseguir una copia de la película. En la Filmoteca de Zaragoza se encontró una formada por cuatro rollos. Posteriormente se puso a lavar, a duplicar las partes que se encontraran defectuosas, alargar planos y rótulos y realizar el efecto noche. Sin embargo de los 79 minutos que conformaban inicialmente la película, sólo se pudieron recuperar 43.

## Análisis
En palabras de la directora de Archivo de la Filmoteca de Zaragoza, Ana Marquesán, Manuel Noriega «mostró adelantos que no solían ser utilizados por aquel entonces como escenas paralelas o flashback, además de un repertorio de paisajs urbanos de Madrid».